# Горностаев, Василий Максимович

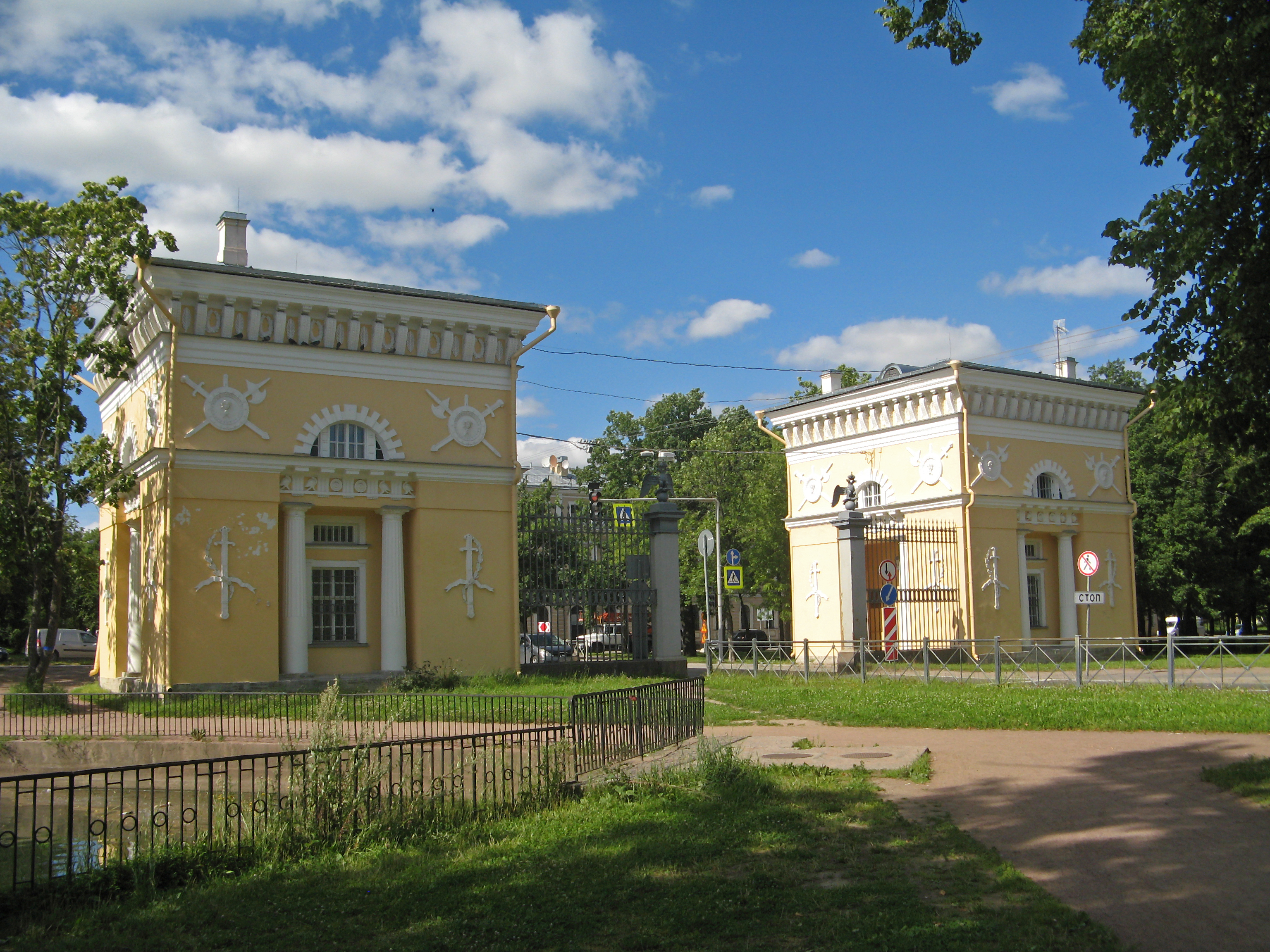
Московские ворота в Царском Селе

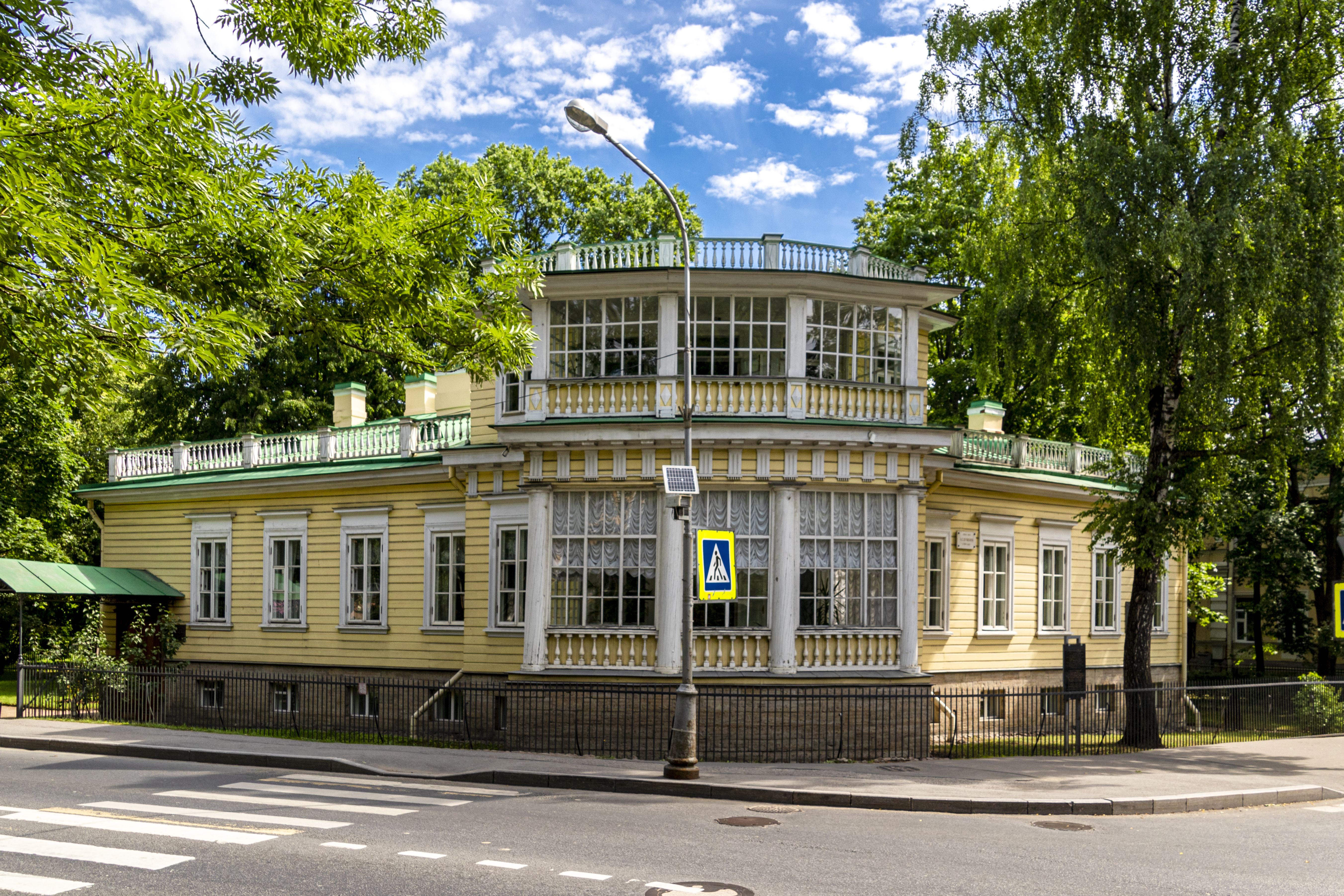
Дом Китаева в Царском Селе

Васи́лий Макси́мович Горноста́ев (1795, Выкса — 1856, Санкт-Петербург) — русский архитектор.

## Биография
Родился в 1795 году в селе Выкса Арзамасского уезда Нижегородской губернии в семье бывшего крепостного, главного управляющего Выксунских металлургических заводов Максима Перфильевича Горностаева. Старший брат архитектора Алексея Максимовича Горностаева. 
В мае 1820 года получил должность старшего архитекторского помощника в строительной комиссии по восстановлению сгоревшей части  
Екатерининского дворца и здания Лицея в Царском Селе.
Работая над восстановлением дворца под руководством архитектора Василия Стасова, Горностаев, по-видимому, хорошо себя зарекомендовал, за что по окончании работ получил чин XIV класса.
В январе 1824 года был принят на работу в Царскосельское дворцовое правление с тем же званием старшего архитекторского помощника. Воспринял многие композиционные приёмы Стасова и дополнил их бо́льшей декоративностью. С 1831 года работал в Санкт-Петербурге.
В июле 1831 года начал работать на строительстве здания Михайловского театра в качестве исполняющего должность каменных дел мастера.
По окончании строительства Михайловского театра в октябре 1834 года переходит на строительство Главной обсерватории на Пулковской горе в качестве мастера каменных дел. Здесь он проработал около 5 лет.
С декабря 1839 года Горностаев в течение 10 лет служил архитектором в гофинтенданской конторе, руководя строительными работами в Екатерингофском и «запасном» дворцах, в домах придворных певчих, мызе Пелле и селе Никольском; в селе Путиловском он выстроил по собственному проекту дом церковнослужителей.
21 июля 1849 года Горностаев, из-за плохого состояния здоровья, передаёт свои обязанности другому лицу и 28 августа того же года увольняется со службы с назначением пенсии. Скончался 16 (28) марта 1856 года, похоронен на Георгиевском кладбище на Большой Охте.

## Проекты и постройки
Участвовал в работе на следующих объектах в Царском Селе:
- восстановлении Большого Екатерининского дворца и Лицея после пожара 1820 года
- перестройке Придворного манежа
- постройке Большой оранжереи по проекту Стасова
- постройке Китайской деревни
- руководстве отделкой фасадов Управления полицмейстера

Спроектировал в Царском Селе:
- Детский домик
- Московские ворота
- дом Китаева
- дом Агафонова
- дом Малышева на Московской улице, 9

В Петербурге участвовал в строительстве Михайловского театра в Санкт-Петербурге под руководством Александра Павловича Брюллова; спроектировал дом на Фурштатской улице, 37 (позднее перестроен).
Также спроектировал Городские ворота Ораниенбаума.